# Kunstjahr 1771

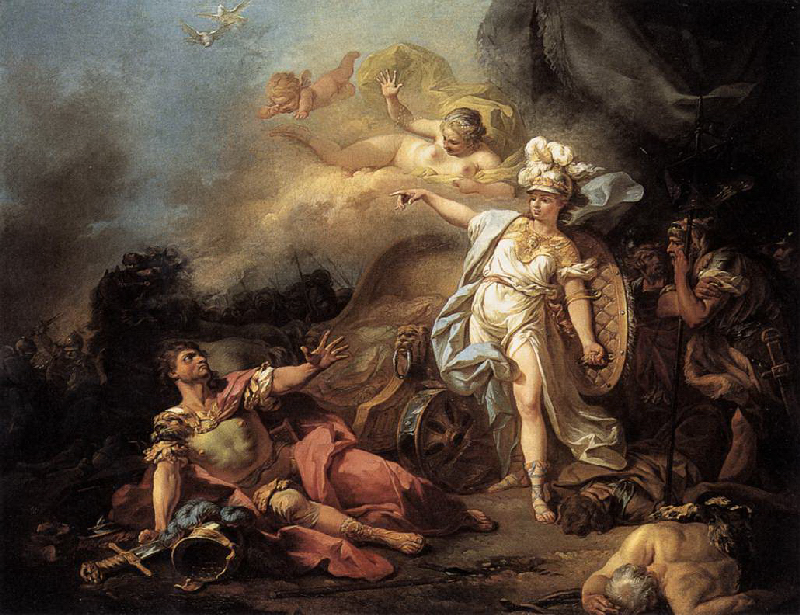
Jacques-Louis David, Mars im Kampf mit Minerva (Combat de Mars contre Minerve), 1771, Louvre, Paris

Liste der Kunstjahre

◄◄ | ◄ | 1767 | 1768 | 1769 | 1770 | Kunstjahr 1771 | 1772 | 1773 | 1774 | 1775

Weitere Ereignisse

## Ereignisse

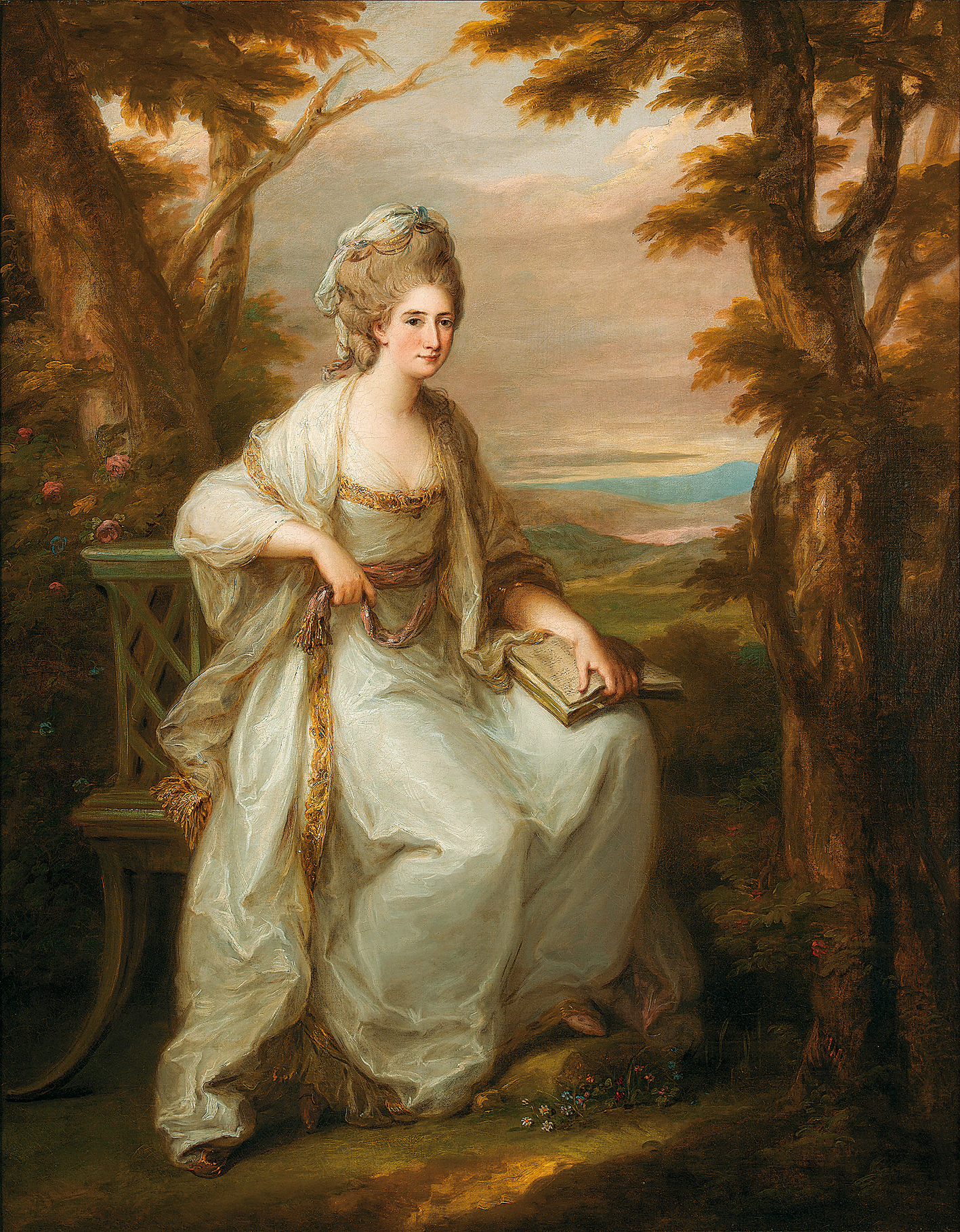
Bildnis Anne Loudoun

Angelika Kauffmann malt in Öl auf Leinwand das Bildnis Anne Loudoun, Lady Henderson of Fordell. Das Porträt ist in besonderem Maße von Thomas Gainsborough beeinflusst.
Karl Gottlieb von Windisch gründet das Preßburgische Wochenblatt zur Ausbreitung der Künste und Wissenschaften.

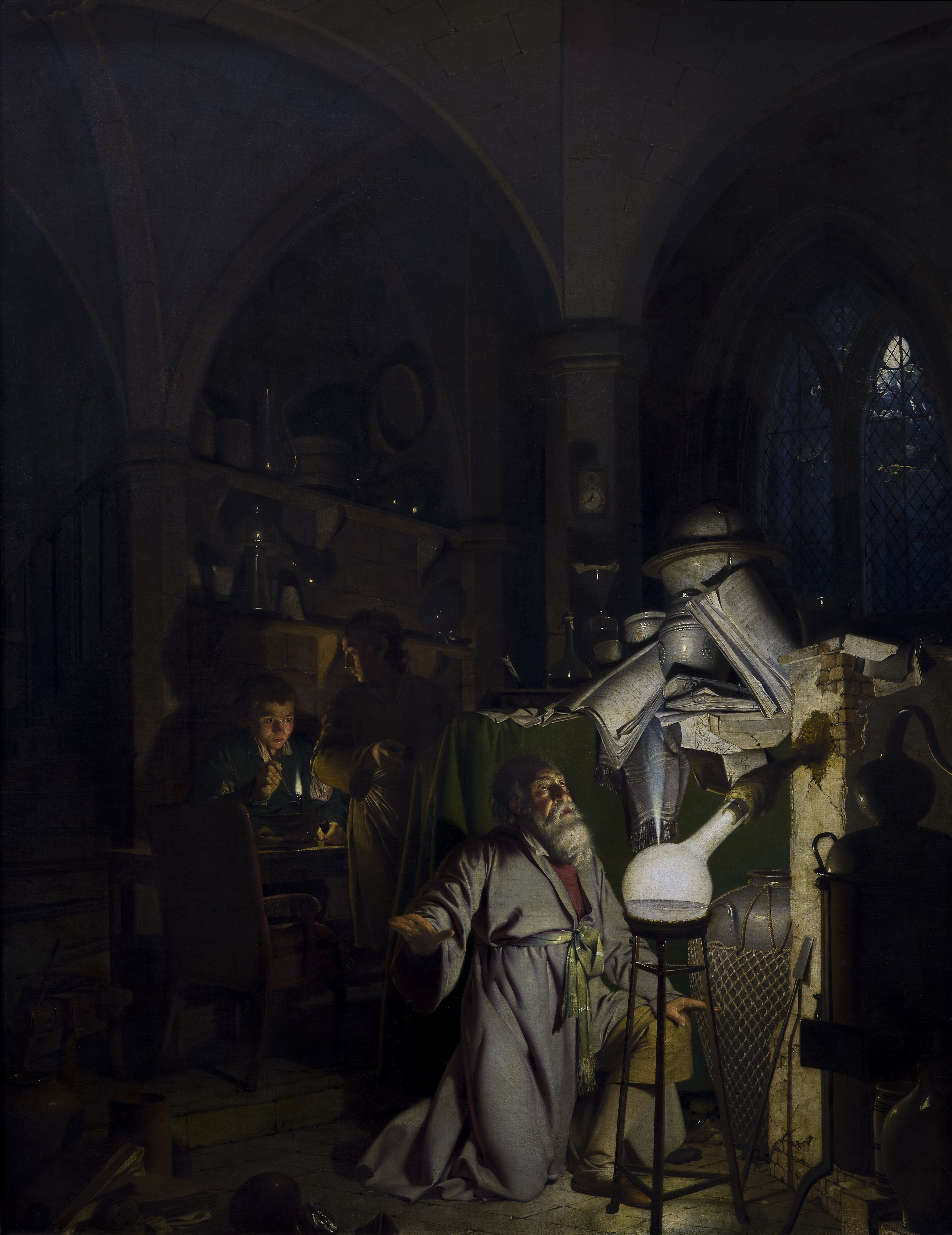
Joseph Wright of Derby, Der Alchemist auf der Suche nach dem Stein der Weisen, illustriert die Entdeckung des Phosphors durch Hennig Brand

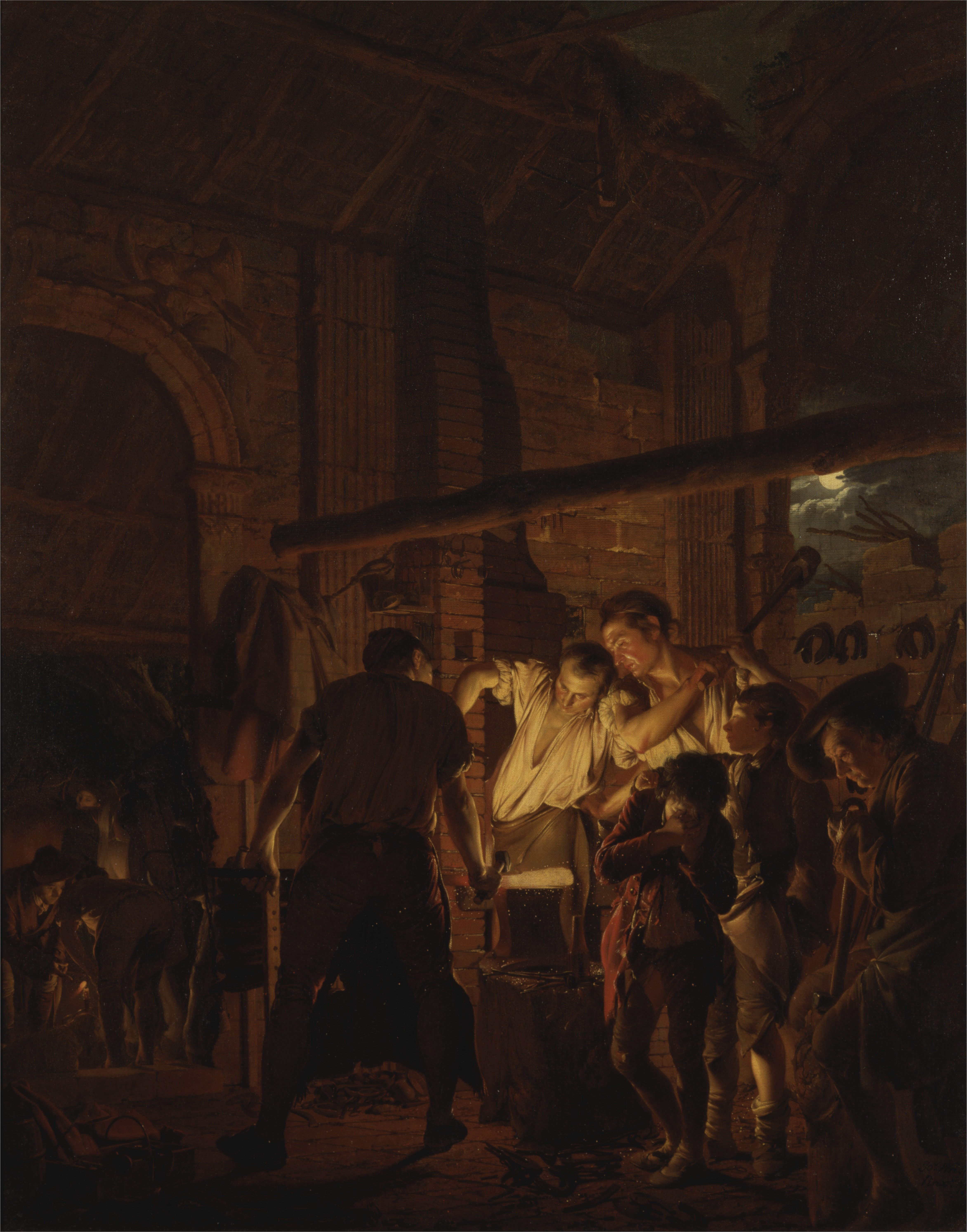
Joseph Wright of Derby, The Blacksmith's Shop

## Geboren
- 6. Januar: Conrad Geiß, deutscher Eisenkunstgießer und Eisengussfabrikant († 1846)
- 16. Januar: Christoph Maurus Fuchs, deutscher Maler († 1848)

- 22. Februar: Vincenzo Camuccini, italienischer Maler († 1844)
- 28. Februar: François-Josèphe Kinson, flämischer Maler († 1839)

- 16. März: Antoine-Jean Gros, französischer Maler des Klassizismus († 1835)
- 13. April: Jakob Roux, deutscher Maler und Zeichner († 1830)
- 14. Mai: Thomas Wedgwood, Pionier der Fototechnik († 1805)

- 27. Oktober: Johann Christian Wilhelm Augusti, deutscher Theologe, Archäologe und Orientalist († 1841)
- 6. November: Alois Senefelder, bayerischer Jurist, Erfinder der Lithografie († 1834)
- 16. Dezember: Jean Broc, französischer Porträt- und Historienmaler († 1850)

- Nikolai Iwanowitsch Argunow, russischer Maler, Porträtist und Miniaturmaler († 1830)

## Gestorben
- 18. Februar: Johann Justin Preissler, deutscher Maler (* 1698)
- 8. März: Louis August le Clerc, französischer Bildhauer, Hofbildhauer am dänischen Hof und Hochschullehrer der Königlich Dänischen Kunstakademie (* 1688)
- 20. März: Louis-Michel van Loo, französischer Porträtmaler (* 1707)

- 21. April: Johann Georg Geitel, deutsch-finnischer Porträtmaler und Universitätszeichenlehrer (* 1683)
- 11. Mai: Franz Edmund Weirotter, österreichischer Maler und Radierer (* 1733)

- 20. November: Thomas Jefferys, englischer Geograph, Kartograph, Kupferstecher, Buchhändler, Verleger und Drucker (* um 1719)
- 27. Dezember: Henri de Pitot, französischer Wasserbauingenieur (* 1695)

- George Bickham der Jüngere, britischer Kupferstecher und Verleger (* 1705/1710)